# Атватука
Атватука (на латински: Aduatuca или Atuatuca) е крепост на келтското племе ебурони в Северна Галия, които са живели вероятно между реките Маас и Рейн.
Според Цезар този castellum Atuatuca се намира в центъра на територията на ебуроните (in mediis Eburonum finibus). През 58 до 50 пр.н.е. при Атватука легионите на Гай Юлий Цезар претърпяват големи загуби. През 54 пр.н.е. Цезар има загуба през Галската война. През 53 пр.н.е. конниците на западногерманското племе сугамбри не успяват да завземат Атватука с командир Квинт Тулий Цицерон.
Атватука се е намирал вероятно близо до днешния германски град Ешвайлер.
Римляните построяват през 15 пр.н.е. град Atuatuca Tungrorum (днес Тонгерен в Белгия) в провинция Долна Германия.